# Mariupolský rajón
Mariupolský rajón (ukrajinsky Маріупольський район) je rajón v Doněcké oblasti na Ukrajině. Hlavním městem je Mariupol a rajón má přibližně 521 tisíc obyvatel. 